# Honda C 160-serie
De Honda C 160-serie is een kleine serie motorfietsen die Honda produceerde van 1964 tot 1969.

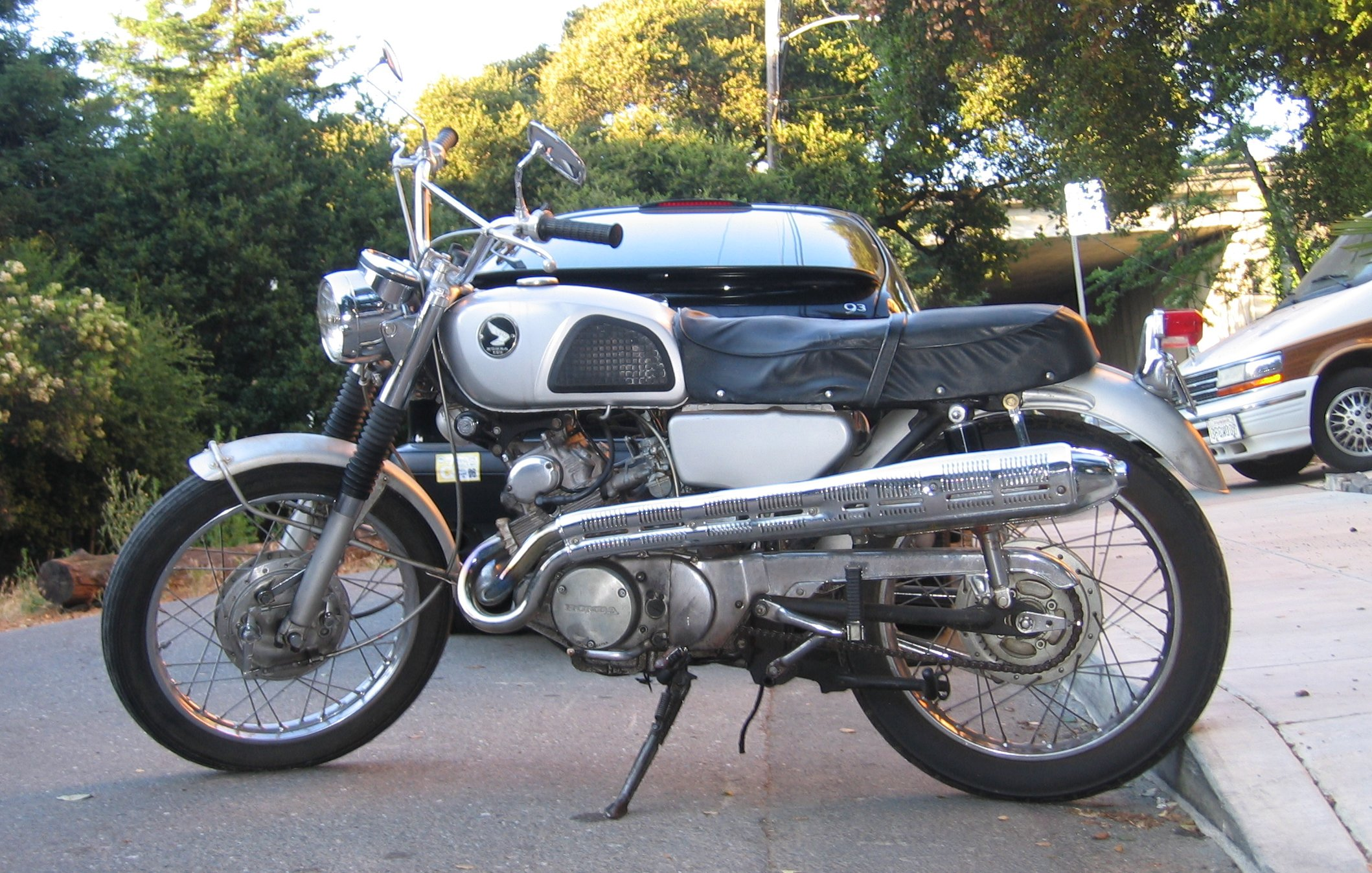
Honda CL 160 Scrambler

## Voorgeschiedenis
In de jaren vijftig had Honda al 160cc-motorfietsen gemaakt, de Honda Dream Model 2E en Model 3E als zwaardere uitvoeringen van het Dream Model E. Dat waren nog eencilinder viertakten geweest. In 1957 was de C 70 Dream met een 250cc-tweecilindermotor met bovenliggende nokkenas verschenen en in 1958 was Honda met diens opvolger, de C 71 Dream op de Europese en Amerikaanse markt verschenen. De modellen voor de Amerikaanse markt hadden de toevoeging "A" (CA 71 Dream, CSA 71 Dream, CA 72 Dream, CA 76 Dream, CSA 76 Dream, CA 77 Dream, CSA 77 Dream, CA 92 Benly en CA 95 Benly).

## CA 160
Het is dan ook waarschijnlijk dat de kleinere versie, die CA 160, die in 1964 verscheen, ook voor levering via American Honda bedoeld was. Daar duidt het hogere buisstuur ook op. Modellen voor Japan en Europa hadden een laag, plaatstalen stuur. De CA 160 was de opvolger van de 154cc-Honda CA 95 Benly.

### Motor
Net als bij de Dream-serie had de Honda CA 160 een luchtgekoelde paralleltwin met een - door een ketting tussen beide cilinders aangedreven - bovenliggende nokkenas. Er was slechts een enkele carburateur toegepast.

### Rijwielgedeelte
De machine had een plaatframe van het brugtype. Dergelijke frames waren niet alleen licht, maar ook zeer geschikt voor massaproductie. Achter was een normale swingarm toegepast, voor een plaatstalen geduwde schommelvork. Voor en achter had de machine trommelremmen. Ook duidend op de Amerikaanse markt waren de whitewallbanden, hoewel de witte lijn veel smaller was dan bij de laatste uitvoering van de CA 95 Benly.

### Aandrijving
De primaire aandrijving verliep via tandwielen, die de meervoudige natte platenkoppeling aandreven. De versnellingsbak had vier versnellingen en het achterwiel werd door een ketting in een volledig gesloten kettingkast aangedreven.

### Optisch
De CA 160 werd geleverd in zwart, scarlet red, blauw en wit. De tankflanken waren verschroomd en voorzien van knierubbers. De koplamp was vierkant.

## CL 160 Scrambler
Honda had al de 250cc-CL 72 Scrambler en de 305cc-CL 77 Scrambler gehad, maar die waren in 1965 en 1967 uit productie gegaan. In 1968 bracht Honda wel nieuwe terreinmotoren uit: de CL 250, de CL 350, de CL 450 en de 160cc-CL 160, die al in 1966 verscheen. Het was de tijd dat Honda overschakelde van plaatframes naar buisframes en de CL 160 had een brugframe met het motorblok als dragend deel. Er was nu ook een telescoopvork gemonteerd. De uitlaten waren zoals bij alle scramblers omhooggebogen en zaten allebei aan de linkerkant. De benen van rijder en duopassagier werden afgeschermd met hitteschilden. De machine had nu twee carburateurs.

### Optisch
De CL 160 Scrambler werd uitsluitend geleverd in grijs/zwart.

## CB 160 Scrambler
Tegelijkertijd verscheen de CB 160 Scrambler, die technisch identiek was, maar een startmotor had.

### Optisch
De CB 160 Scrambler werd geleverd in zilver, Candy Orange en Candy Blue.

## CL 160 D Scrambler
Eigenlijk veranderde in 1967 alleen de naam van de machine in CL 160 D Scrambler. De techniek én het kleurenschema veranderden niet, behalve een kleine verandering aan de vorm van de benzinetank en verdwijnen van de voorvorkrubbers. De wijziging was wel logisch, want de scramblers hadden allemaal de aanduiding "CL" en er moest onderscheid gemaakt worden met de even later verschijnende CB 160.

## CB 160
De CB 160 verscheen in 1968 als opvolger van de CA 160. De CB had een veel sportiever vormgeving, net als de CL 160 met een buis-brugframe en een telescoopvork.

### Optisch
De machine werd geleverd in zwart/zilver, Scarlet Red/zilver, blauw/zilver en wit/zilver. De benzinetank, het frame, de voorvork en de achterschokdempers waren in de basiskleur gespoten, net als de koplamp en het achterlichthuis. De spatborden en de zijpanelen waren altijd zilverkleurig. Het duozadel was zwart, met uitzondering van de blauw/zilveren versie, die een blauw zadel kreeg.

## Technische gegevens
| Honda                  | CA 160                             | CL 160 Scrambler                   | CB 160 Scrambler                   | CL 160 D Scrambler                 | CB 160                             |
| ---------------------- | ---------------------------------- | ---------------------------------- | ---------------------------------- | ---------------------------------- | ---------------------------------- |
| Periode                | 1964-1969                          | 1966-1967                          | 1966                               | 1967-1968                          | 1968-1969                          |
| Categorie              | Toer                               | Scrambler                          | Scrambler                          | Scrambler                          | Sport                              |
| Motortype              | OHC                                | OHC                                | OHC                                | OHC                                | OHC                                |
| Bouwwijze              | Luchtgekoelde staande paralleltwin | Luchtgekoelde staande paralleltwin | Luchtgekoelde staande paralleltwin | Luchtgekoelde staande paralleltwin | Luchtgekoelde staande paralleltwin |
| Cilinderinhoud         | 161 cc                             | 161 cc                             | 161 cc                             | 161 cc                             | 161 cc                             |
| Carburateur(s)         | 1 x Keihin                         | 2 x Keihin 22 mm                   | 2 x Keihin 22 mm                   | 2 x Keihin 22 mm                   | 2 x Keihin 22 mm                   |
| Compressieverhouding   | Onbekend                           | 9:1                                | 9:1                                | 9:1                                | 9:1                                |
| Max. Vermogen          | Onbekend                           | 16,5 pk bij 10.000 tpm             | 16,5 pk bij 10.000 tpm             | 16,5 pk bij 10.000 tpm             | 16,5 pk bij 10.000 tpm             |
| Topsnelheid            | Onbekend                           | Onbekend                           | Onbekend                           | Onbekend                           | 110 km/uur                         |
| Primaire aandrijving   | Tandwielen                         | Tandwielen                         | Tandwielen                         | Tandwielen                         | Tandwielen                         |
| Koppeling              | Meervoudige natte platen           | Meervoudige natte platen           | Meervoudige natte platen           | Meervoudige natte platen           | Meervoudige natte platen           |
| Versnellingen          | 4                                  | 4                                  | 4                                  | 4                                  | 4                                  |
| Secundaire aandrijving | Ketting                            | Ketting                            | Ketting                            | Ketting                            | Ketting                            |
| Rijwielgedeelte        | Brugframe                          | Brugframe                          | Brugframe                          | Brugframe                          | Brugframe                          |
| Voorvork               | Geduwde schommelvork               | Telescoopvork                      | Telescoopvork                      | Telescoopvork                      | Telescoopvork                      |
| Achtervork             | Swingarm                           | Swingarm                           | Swingarm                           | Swingarm                           | Swingarm                           |
| Remmen                 | Trommelremmen                      | Trommelremmen                      | Trommelremmen                      | Trommelremmen                      | Trommelremmen                      |